# Горди
Горди (на английски: Gordy) е американски детски филм от 1995 година.